# Дінь Фе Де
Дінь Фе Де (в'єт. Đinh Phế Đế; 974–1001) — 2-й імператор династії Дінь в 979—980 роках.

## Життєпис
Молодший син імператора Дінь Бо Ліня та імператриці Зионг Ван Нга. Народився 974 року в столиці держави Хоали, отримавши ім'я Тоан. У 979 році було вбито брата — спадкоємця трону Дінь Ханг Ланга. Невдовзі загинув батько та інший брат Дінь Л'єн. В результаті Дінь Тоан оголошений імператором (відомий згодом як Дінь Фе Де).
З огляду на малолітство нового правителя, регентшею стала його мати, що керувала Дайков'єтом за підтримки свого коханця Ле Хоана. Цією ситуацією вирішив скористатися сунський імператор Тай-цзун, який став вимагати прибуття до своєї столиці Бяньцзін Дінь Фе Де, розраховуючи в подальшому повернути того до Дайков'єту разом з військом й тим самим відновити в країні китайське панування.
Водночас князь Нго Нхат Кхань втік до Парамешваравармана I, правителя Тямпи, переконавши того атакувати Дайков'єт. Проте тямпський флот було знищено бурею. 980 року сунська армія рушила на країну, оскільки Дінь Фе Де не прибув до Китаю. За цих обставин під тиском матері імператор Дайков'єту зрікся на користь Ле Хоана, який започаткував власну династію.
Отримав титул ве-вионга. Зберігав вірність імператорові Ле Хоану. 1001 року загинув під час придушення повстання в горах.